# Pseudanophthalmus hirsutus
Pseudanophthalmus hirsutus är en skalbaggsart som beskrevs av Valentine. Pseudanophthalmus hirsutus ingår i släktet Pseudanophthalmus och familjen jordlöpare. Inga underarter finns listade i Catalogue of Life.